# Steve Howe

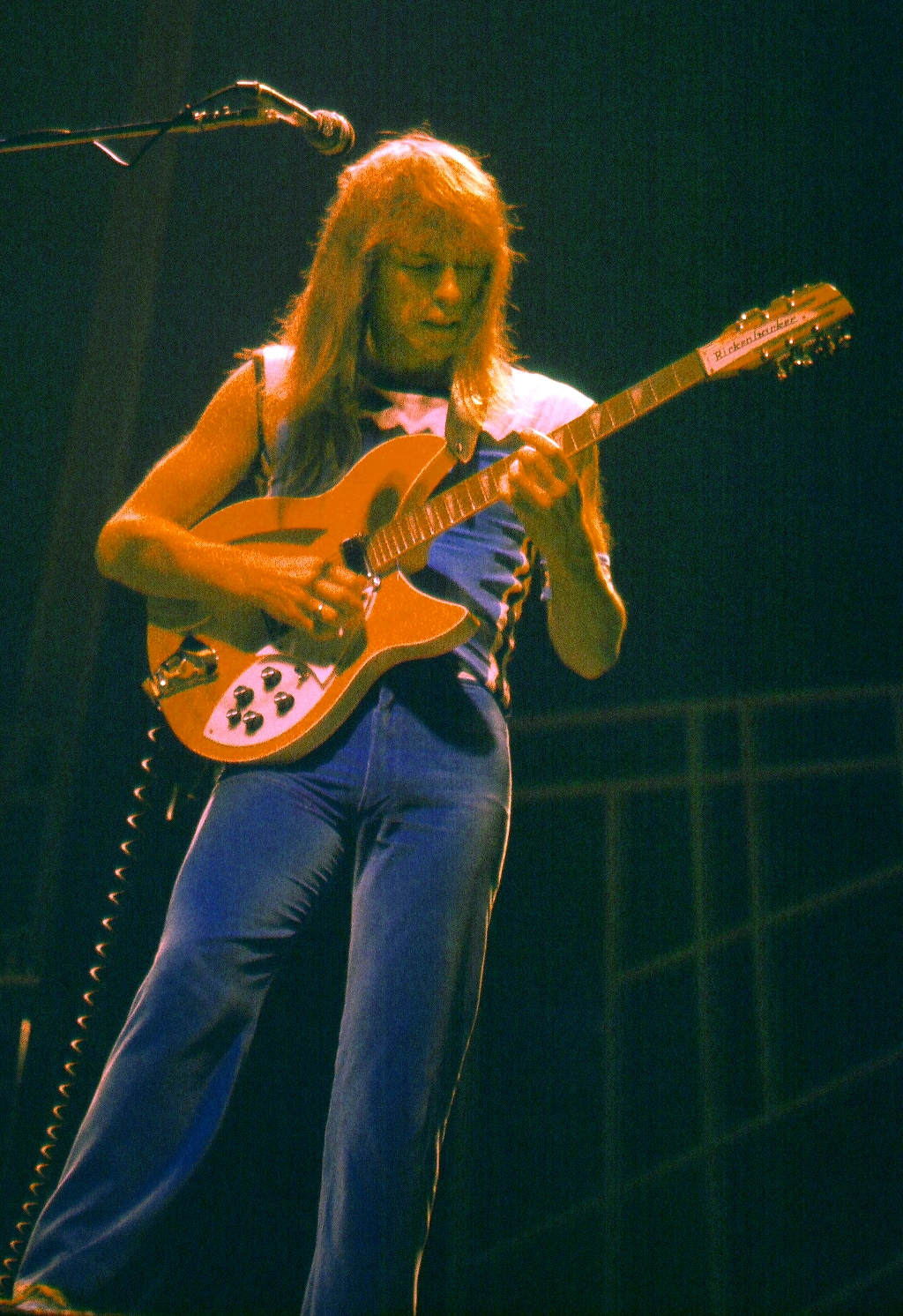
Steve Howe

Stephen James "Steve" Howe (n. 8 aprilie 1947, Holloway, North London, Anglia) este un chitarist englez cunoscut pentru activitatea sa cu trupa de rock progresiv, Yes. A fost de asemenea membru al formaților The Syndicats, Bodast, Tomorrow, Asia și GTR dar a lansat și 17 albume solo.

## Discografie
- Beginnings (31 octombrie 1975)
- The Steve Howe Album (1979)
- Turbulence (1991)
- The Grand Scheme of Things (24 august 1993)
- Not Necesarrily Acoustic (1994)
- Seraphim (1995)
- Voyagers (1995)
- Homebrew (1996)
- Quantum Guitar (21 aprilie 1998)
- Pulling Strings (1999)
- Portraits of Bob Dylan (1999)
- Homebrew 2 (2000)
- Natural Timbre (2001)
- Skyline (2002)
- Elements (2003)
- Guitar World (2003)
- Spectrum (2005)
- Remedy Live (2005)
- Homebrew 3 (2005)
- Motif (2008)
- The Haunted Melody (2008 - cu The Steve Howe Trio)
- Travelling (2010 - cu The Steve Howe Trio)
- Homebrew 4 (2010)